# Gupta Technologies
Gupta Technologies, LLC была компанией-разработчиком программного обеспечения. Её главные продукты: реляционная система управления базами данных (СУБД) SQLBase, и система быстрой разработки приложений (RAD) под названием Team Developer (также известный как SQLWindows). Компания считается поставщиком первой в мире клиент-серверной реляционной системы управления базами данных (СУБД), которая работала на персональных компьютерах (ПК), а не на мини-компьютерах.
Компанию основал в 1984 году Уманг Гупта (Umang Gupta (англ.)), бывший вице-президент и генеральный менеджер отдела микрокомпьютерных продуктов в корпорации Oracle. Первым продуктом Гупта был SQLBase, а затем SQLWindows, который объединял SQLBase с графическим интерфейсом пользователя (GUI) и языком программирования для создания бизнес-приложений. Продукт SQLWindows был одним из первых средств разработки графического интерфейса для Microsoft Windows. Компания стала публичной в 1993 (NASDAQ: GPTA).
Название компании было изменено на Centura Software в конце 1990-х годов.
В начале 2001 г. на базе Centura Software основаны две новые корпорации: Gupta Technologies и Mbrane. Причина этого — приобретение в январе 2001 г. американской корпорацией Platinum Equity e-business подразделения Centura. Это подразделение, получившее название Gupta Technologies, занималось следующими продуктами:
- средство разработки CTD 2000
- СУБД SQLBase (нацелена на применение в небольших устройствах, таких как карманные компьютеры и сотовые телефоны)
- средство репликации и распределения данных SQLBase Exchange.

Другая часть Centura Software получила название Mbrane и стала заниматься исключительно мобильными решениями и встроенными СУБД. Это сегмент рынка, приносивший Centura Software наибольшую прибыль. Продукты Mbrane:
- СУБД Velocis
- RDM (новое название — Touchpoint 2)
- Touchpoint 1 и Touchpoint 3, служащие для подключения мобильных и беспроводных устройств к корпоративным серверам и базам данных.

Centura Software попала под главу 11 Кодекса о банкротстве в августе 2001 года, и Комиссия по ценным бумагам и биржам отменила регистрацию обыкновенных акций Centura в декабре 2004 года. После банкротства, некоторые активы были сохранены в возрождающейся Gupta Technologies LLC, которая была приобретена корпорацией Unify в сентябре 2006 года.
Головной офис Gupta/Centura был в Редвуд Шоз (Redwood Shores), Калифорния.

## История SQLWindows/Team Developer
В 1988 году вышла SQLWindows 1.0 для Microsoft Windows 2.0 (выпущена для Windows/386)
Далее вышло несколько версий:
- В 1995 году вышла SQLWindows Desktop Edition 5.0.2
- В 1997 году вышла SQLWindows Corporate Edition 5.0.4
- Последняя 16-битная версия — Gupta SQLWindows (16-bit) 5.0.5

В 1996 году вышла 32-битная версия Team Developer 1.0 — Centura SQLWindows (32-bit) 1.0
С 1997 года компания называлась Centura
Далее выходили:
- Centura Team Developer 1.1
- Centura Team Developer 1.1.1 (июнь 1997)
- Centura Team Developer 1.2
- Centura Team Developer 1.5
- Centura Team Developer 1.51 (в мае 2001 вышел PTF6)
- Centura Team Developer 2.0

В 2001 году вышла Centura Team Developer 2.1
В 2003 году вышла Gupta Team Developer 3.0
В 2004 году вышла Gupta Team Developer 3.1
В 2006 году вышла Gupta Team Developer 2005
В 2007 году интеграция Gupta Technologies с Unify
В 2007 году вышла Gupta Team Developer 4.2
В 2007 году вышла Gupta Team Developer 5.0 for Linux
В 2008 году вышла Unify Team Developer 5.1 с поддержкой Unicode
В начале 2010 года вышла Team Developer 5.2
В конце 2010 года вышла Unify Team Developer 6.0 .NET
- В декабре 2010 вышел Team Developer 6.0 SP1

В марте 2012 года вышла Unify Team Developer 6.1 .NET для Windows 7 (32 и 64 бита)
В ноябре 2012 года компанию переименовали обратно в Gupta Technologies.
В 2013 году вышла Gupta Team Developer 6.2 для Windows 8 (32 и 64 бита)